# Сент-Мену
Сент-Мену́ (фр. Sainte-Ménehould [sɛ̃t mənu]) — город во французской Шампани, в округе Сент-Мену департамента Марна с населением на 2008 г. в 4630 чел.

## География
Сент-Мену расположен на месте впадения реки Ов в Эну, у подножия холма Гез (Gaize) и к западу от Аргонского леса. Через город проходит шоссе № 3, которое не востоке, миновав лесное ущелье Лез-Ислет (Les Islettes), выводит к Клермону-ан-Аргон, что в 12 км, и — далее — к Вердену. На западе оно ведёт к столице департамента Шалону-на-Марне, находящемуся в 40 км от города. В 8 км на запад от Сент-Мену по железной дороге располагается деревня Вальми, где произошла известная битва. В 66 км на северо-запад находится Реймс, Париж — в 200 км к западу. В последний ведёт шоссе A4 — маршрут E50, проложенный в 1,5 км к югу от города.

## История
Происхождение города неясно. Де Валуа полагал, что во времена римской Галлии на его месте располагался остановочный пункт дороги из Реймса (лат. Durocortorum) в Верден (лат. Verodunum) под названием Эвксенна (лат. Auxuenna). Бюире считал, что Эвксенна находилась на месте современного Вьен-ла-Виль, а холм Гез был капищем Изиды или Дианы. Затем на холме выстроили крепость Замок-на-Эне (фр. Château-d'Aisne, лат. Castrum Axonae), возле которого образовалось предместье. В середине V в. в этом пригороде поселилась младшая дочь сюзерена Перта графа или судьи Сигмара (лат. Sigmarus) по имени Менегу (Ménehould — Менегульда, лат. Manechilde — Манехильда), врачевавшая жителей в местном хосписе. Менегу объявили святой, и её имя стало названием предместья.
В начале VI века Сент-Мену вместе с замком вошёл в состав графства Астене (Astenai) и в 573 или 575 г., во время одной из войн между братьями Сигибертом — королём Австразии — и Хильпериком — королём Нейстрии, — был частично разрушен. Восстановил и укрепил город в конце следующего столетия герцог Шампани Дрого. Крепости дали новое имя: Новый-Замок-в-Арденах (Neuchâtel-en-Ardenne) или Новый-Замок-на-Эне (Château-neuf-sur-Aisne), — но оно оказалось слишком длинным и начало вытесняться названием предместья: Сент-Мену. В 741 г. в крепости был заточён каролингский принц Грифон.
Население Сент-Мену выросло и потребовалась церковь, разрешение на постройку которой было получено в 853 г. Замок и предместье оспаривали друг у друга право на постройку здания в своих пределах. В результате в 856 г. церковь возвели восточнее замка — но не в центре города, — где она простояла 500 лет, до XIV в., когда её заменили новой. В 1038 г. Сент-Мену был осаждён войсками графа Валерана (Valéran), одного из лейтенантов герцога лотарингского Гозело I, который держался стороны императора Конрада II в его войне за Бургундское наследство против герцога шампанского Эда II. Помощи от сюзерена города графа ретельского и его уже убитого союзника Эда не пришло, но осада была не слишком долгой: на её пятый день Валеран был ранен стрелой и отступил со своим немногочисленным войском от Сент-Мену. Позже, в 1065 г., город сдался воинственному епископу Вердена Тьерри (также: Théodoric — Теодорик), когда тот враждовал с ретельским графом Манассием I, которому Сент-Мену принадлежал. Епископ не стал город разорять, укрепил местный гарнизон и двинулся к Сампиньи, что к юго-востоку от Сент-Мену. В 1138 г. город является бургграфством (Vicc-comitatus Sanctae-Manehildis).
Через некоторое время после окончания Первого крестового похода, в 1143 г., епископ Вердена Адальберон III де Шини вознамерился отправиться в Святую землю и поехал к папе Целестину II за разрешением. Папа велел епископу вернуться назад, где хозяйничали «два волка»: прево Сент-Мену Альбер Пишо (Albert Pichot), прозванный «Бастардом», со своим союзником Робером де Конфланом (Robert de Conflans), — и навести порядок. Пишо и де Конфлан грабили маленькие городки между Сент-Мену и Верденом. Адальберон собрал небольшой отряд и в дефиле (видимо, в ущелии Лез-Ислет) пленил Пишо вместе с большей частью его банды. Де Конфлан обязался выполнить все требования епископа и тот отпустил Пешо в Сент-Мену. В 1181 г. Пешо собрал небольшую армию и отправился воевать Верден, но был отбит и оттеснён в Сент-Мену другим верденским епископом Арнулем де Шини (Arnoul de Chiny). При осаде города, 14 августа, последний был убит арбалетной стрелой, после чего осаду сняли и отвезли тело епископа в Верден.
В 1197 г. Сент-Мену перешёл к Шампани. Около 1250 г. в окрестностях города посадили виноград, привезённый из Иерусалима, и начали производить вино, названное «Côte-l’y-Roi» (позже: «Cote-le-Roi»). К этим же временам относится первая вспышка чумы, завезённой с востока. В 1285 г. город — вместе со всей Шампанью — был присоединён ко Франции. В 1342 г. был введён соляной габель, в 1347 г. чума уменьшила население Сент-Мену на треть, а в 1372 г., при Карле V, город замостили. 14 августа 1379 г., на Успение Богородицы по юлианскому календарю и в день смерти св. Менегульды, мощи последней были торжественно переданы аббатством Св. Урбана городской церкви. В 1398 г. Сент-Мену был укреплён, получив собственные стены в дополнение к замку, ибо находился в пограничных с Германией землях. Это не помешало городу, лишённому военных припасов и гарнизона, оказаться в 1423 г., во время продолжающейся Столетней войны, в руках англичан. В 1435 г. герцог де Ришемон (de Richemond) очистил от них Сент-Мену.
Во времена гугенотских войн город был осаждён 25 августа 1562 г. кальвинистом Антуаном III де Круа, принцем Порсеана, но не был им взят. Всю войну Сент-Мену оставался устойчиво католическим и 20 марта 1585 г. присоединился к Католической лиге, возобновлённой герцогом де Гизом. В конце 1589 г., после подтверждения легитимности Генриха IV, перешёл на его сторону и охранялся двумя сотнями добровольцев. Тогда же в Аргонском лесу появились солдаты герцога лотарингского Карла, ревностного католика, а 21 октября 1590 г. он осадил Сент-Мену и сделал попытку взять город приступом. Сент-Мену отбился, и 25 октября лотарингцы отступили.
В 1614 г. город стал местом, где собралась ассамблея французской аристократии под началом принца Конде. 15 мая собравшиеся, недовольные влиятельностью итальянцев при дворе, и — особенно — одного из них: Кончини, — пришли к соглашению (traité de Sainte-Ménehould) рекомендовать Марии Медичи, королеве Франции, созвать Генеральные штаты. 30 октября 1652 г. другой принц Конде (Великий), сын предыдущего и сторонник фронды, начал осаду Сент-Мену, верного Анне Австрийской. Последовательными штурмами с 3-го по 13 ноября с применением разнокалиберной артиллерии принц заставил город капитулировать. В числе участников осады находился девятнадцатилетний Вобан. Уже на следующий, 1653 г., год Сент-Мену осадили королевские войска. После месяца неактивной осады 25 ноября город объявил капитуляцию и, когда последние войска принца покинули Сент-Мену 27 ноября, в него въехал король. В числе сражавшихся находился всё тот же Вобан, но теперь уже на стороне короля.
В 1725 г. по дороге к своему жениху Людовику XV город посетила будущая королева Франции Мария Лещинская, а в 1791 г., 21 июня, в Сент-Мену при попытке бежать из мятежного Парижа был опознан её внук, Людовик XVI. Узнал его местный почтмейстер Жан-Батист Друэ, который и сообщил о своём открытии революционерам Варена, куда проследовал королевский экипаж, и где Людовик был позже арестован.
В Первую мировую войну Сент-Мену был занят германскими уланами 4 сентября 1914 г. — ровно накануне Марнского сражения, — и оставлен ими 15 сентября того же года. До сентября 1915 г., когда в результате союзного наступления в Шампани фронт отодвинулся на север, Сент-Мену оставался прифронтовым городом (ville de guerre). В нём располагался штаб 3-й французской армии, и германцы бомбардировали Сент-Мену артиллерией, цепеллинами и аэропланами. Бомбардировки прекратились, когда фронт отошёл, но город остался важным транспортным узлом, где соединялись железная дорога, идущая с юга, из Ревиньи-сюр-Орне, со «стратегической» рокадой, соединявшей Верден и Шалон-на-Марне. Кроме того, в Сент-Мену располагался эвакуационный госпиталь № 37, а на городском кладбище похоронены 5400 солдат, убитых в Аргонском лесу или умерших от ран.
Во Вторую мировую войну город был занят германцами и сильно разрушен. Экономический подъём Сент-Мену начался в конце 1960-х гг.

## Известные уроженцы
- дом Периньон — французский монах-бенедиктинец, внесший значительный вклад в развитие производства шампанского.
- Жан-Батист Друэ — почтмейстер и революционер, узнавший в 1791 г. короля Людовика XVI среди беглецов, проехавших через город.
- Мишель Крозье — французский социолог, профессор университета в Нантере, руководитель Центра социологии организаций.